# Adolfo João II do Palatinado-Kleeburg
Adolfo João II do Palatinado-Kleeburgo (em alemão:  Adolph Johann II. von Pfalz-Zweibrücjken; 21 de agosto de 1666 - Zweibrücken, 27 de abril de 1701) foi um nobre alemão, conde Palatino e Duque de  Kleeburg de 1689 al 1701.

## Biografia
Adolfo João II era o filho varão mais velho nascido do casamento de Adolfo João II do Palatinado-Kleeburg e da sua segunda esposa Elsa Béatrice Brahe af Wysborg. 
Com a morte de seu pai, em 1689, ele sucedeu-lhe no ducado do Palatinado-Kleeburg. Adolfo João II, que residiu a maior parte do tempo na Suécia, veio a morrer em 1701, no castelo de Laiuse, na Estónia, vindo a ser sepultado em Estocolmo. Nunca se casou nem teve descendência. Assim, em 1710, o irmão mais novo Gustavo sucedeu-lhe como duque de Kleeburg.
Em 1718 Gustavo herdou também o Palatinado-Zweibrücken onde integrou o pequeno ducado de Kleeburg.